# 勒布尔代
勒布尔代（法語：Le Bourdet，法語發音：[lə buʁdɛ]）是法国德塞夫勒省的一个市镇，属于尼奥尔区。

## 地理
勒布尔代（46°14'0"N, 0°37'21"W）面积8.3 平方千米，位于法国新阿基坦大区德塞夫勒省，该省份为法国西部内陆省份，北起曼恩-卢瓦尔省，西接旺代省，南至夏朗德省和滨海夏朗德省，东临维埃纳省。
与勒布尔代接壤的市镇（或旧市镇、城区）包括：阿米雷、埃帕讷、普兰-代朗松、圣伊莱尔拉帕吕。

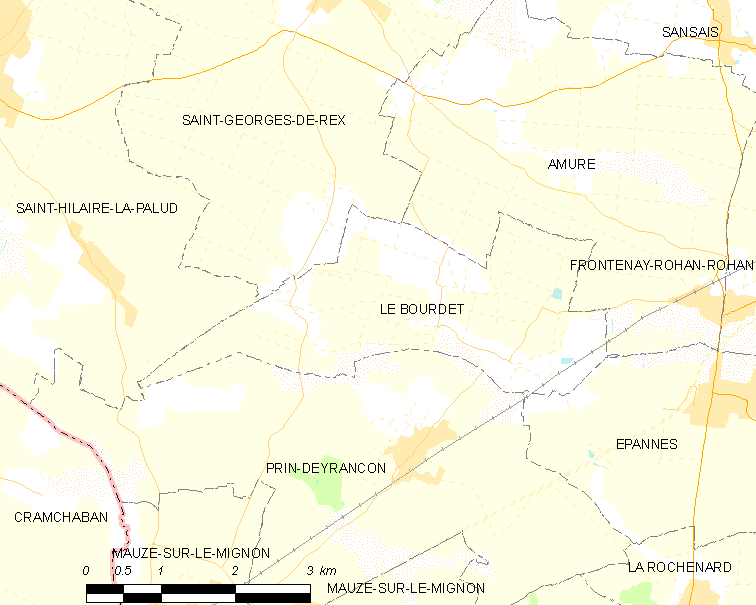
勒布尔代的OSM定位图

勒布尔代的时区为UTC+01:00、UTC+02:00（夏令时）。

## 行政
勒布尔代的邮政编码为79210，INSEE市镇编码为79046。

## 政治
勒布尔代所属的省级选区为米尼翁-布托讷县。

## 人口

1962-2008年间勒布尔代人口变化图示

勒布尔代于2022年1月1日时的人口数量为570人。